# Route nationale 3bis
 (octobre 2024).
Si vous disposez d'ouvrages ou d'articles de référence ou si vous connaissez des sites web de qualité traitant du thème abordé ici, merci de compléter l'article en donnant les références utiles à sa vérifiabilité et en les liant à la section « Notes et références ».
La route nationale 3BIS, ou RN 3BIS, était une route nationale française reliant Livry-Gargan à Clichy-sous-Bois. La réforme de la numérotation des routes nationales a conduit à la renumérotation des embranchements. La RN 3BIS a alors été renumérotée en RN 403. En application du décret du 5 décembre 2005, le département de la Seine-Saint-Denis l'a déclassée, en 2022, en route départementale 943 (D 943)[réf. nécessaire], à la suite du prolongement de la ligne T4 vers l'hôpital de Montfermeil.
Elle ne mesure que 2,1 km.

## Ancien tracé de Livry-Gargan à Clichy-sous-Bois
- Livry-Gargan : Avenue Camille-Desmoulins et Avenue Léon-Blum
- Clichy-sous-Bois : Boulevard Gagarine